# Districte d'Evinayong
El districte d'Evinayong  és un districte de Guinea Equatorial, a la part central de la província Centre Sud, a la regió continental del país. La capital del districte és Evinayong. El cens de 1994 hi mostrava 21.353 habitants. Compta amb 49 Consells de Poblats.